# Patti LuPone
Patti Ann LuPone, född 21 april 1949 i Northport på Long Island i New York, är en amerikansk skådespelare och sångare. Hon har vunnit två Grammy Awards och två Tony Award-priser. År 2006 kom hon med i American Theater Hall of Fame.

## Karriär
LuPone gjorde sin debut på Broadway i musikalen Three Sisters år 1973. Hon fick sin första av hittills sex nomineringar för en Tony Award år 1975 för sin insats i musikalen The Robber Bridegroom. År 1979 vann hon sin första Tony Award för rollen som Eva Perón i Broadway-produktionen av musikalen Evita. LuPone har också medverkat som skådespelare i tv-serien som Life Goes On som sändes mellan 1989 och 1993. Hon fick Emmy Award-nomineringar för sina roller i tv-filmen The Song Spinner 1995 och för sin gästroll i komediserien Frasier år 1998. Hon hade också en roll i den tredje säsongen av thrillerserien American Horror Story. Hon har även haft roller i ett flertal filmer som På väg med miss Daisy och State and Main.

## Filmografi

### Filmer
| År   | År                               | Roll                  | Anmärkningar |
| ---- | -------------------------------- | --------------------- | ------------ |
| 1978 | King of the Gypsies              | Unknown               | Uncredited   |
| 1979 | 1941 – Ursäkta var är Hollywood? | Lydia Hedberg         |              |
| 1982 | Fighting Back                    | Lisa D'Angelo         |              |
| 1985 | Vittne till mord                 | Elaine                |              |
| 1986 | Wise Guys                        | Wanda Valentini       |              |
| 1989 | På väg med miss Daisy            | Florine Werthan       |              |
| 1993 | Family Prayers                   | Aunt Nan              |              |
| 1999 | The 24 Hour Woman                | Joan Marshall         |              |
| 1999 | Summer of Sam                    | Helen                 |              |
| 2000 | State and Main                   | Sherry Bailey         |              |
| 2001 | Heist                            | Betty Croft           |              |
| 2002 | City by the Sea                  | Maggie                |              |
| 2011 | Company                          | Joanne                |              |
| 2013 | Parker                           | Ascension             |              |
| 2016 | The Comedian                     | Flo Berkowitz         |              |
| 2019 | Cliffs of Freedom                | Yia-Yia               |              |
| 2019 | Steven Universe: The Movie       | Yellow Diamond (röst) | TV-film      |
| 2019 | Last Christmas                   | Joyce                 |              |
| 2022 | The School for Good and Evil     | Mrs. Deauville        |              |
| 2023 | Beau Is Afraid                   | Beaus mamma           |              |

### TV
| År        | Titel                                                          | Roll                       | Anmärkningar |
| --------- | -------------------------------------------------------------- | -------------------------- | --- |
| 1976      | The Time of Your Life                                          | Kitty Duval                | TV-film |
| 1987      | Cowboy Joe                                                     | Linda Tidmunk              | TV-film |
| 1987      | LBJ: The Early Years                                           | Lady Bird Johnson          | TV-film |
| 1989–1993 | Life Goes On                                                   | Elizabeth "Libby" Thatcher | 83 avsnitt Nominerad—Viewers for Quality Television Award for Best Actress in a Quality Drama Series (1990–91)   |
| 1992      | The Water Engine                                               | Rita Lang                  | TV-film |
| 1993      | Frasier                                                        | Pam (röst)                 | Avsnitt: "Dinner at Eight"                                                                                       |
| 1995      | The Song Spinner                                               | Zantalalia                 | TV-film Nominerad—Daytime Emmy Award for Outstanding Performer in a Children's Special                           |
| 1996      | Remember WENN                                                  | Grace Cavendish            | Avsnitt: "There But for the Grace"                                                                               |
| 1996–1997 | I lagens namn                                                  | Ruth Miller                | 2 avsnitt |
| 1998      | Frasier                                                        | Moster Zora Crane          | Avsnitt: "Beware of Greeks" Nominerad—Primetime Emmy Award for Outstanding Guest Actress in a Comedy Series      |
| 1999      | Encore! Encore!                                                | Wine critic                | Avsnitt: "A Review to Remember"                                                                                  |
| 2001      | Touched by an Angel                                            | Alice Dupree               | Avsnitt: "Thief of Hearts"                                                                                       |
| 2002      | Monday Night Mayhem                                            | Emmy Cosell                | TV-film |
| 2003      | In-Laws                                                        | Rochelle Landis            | Avsnitt: "Mother's Nature"                                                                                       |
| 2003      | Oz                                                             | Stella Coffa               | 7 avsnitt |
| 2005      | Live from Lincoln Center                                       | Fosca                      | Avsnitt: "Passion"                                                                                               |
| 2005      | Will & Grace                                                   | Sig själv                  | Avsnitt: "Bully Woolley"                                                                                         |
| 2007      | Ugly Betty                                                     | Mrs. Weiner                | Avsnitt: "Don't Ask, Don't Tell"                                                                                 |
| 2009–2012 | 30 Rock                                                        | Sylvia Rossitano           | 3 avsnitt |
| 2011      | Glee                                                           | Sig själv                  | Avsnitt: "New York"                                                                                              |
| 2012      | Army Wives                                                     | Ms. Galassini              | Avsnitt: "Battle Scars"                                                                                          |
| 2013–2014 | American Horror Story: Coven                                   | Joan Ramsey                | 4 avsnitt |
| 2014      | Girls                                                          | Sig själv                  | 2 avsnitt |
| 2015      | Law & Order: Special Victims Unit                              | Lydia Lebasi               | Avsnitt: "Agent Provocateur"                                                                                     |
| 2015      | Penny Dreadful                                                 | Joan Clayton               | Avsnitt: "The Nightcomers" Nominerad—Critics' Choice Television Award for Best Guest Performer in a Drama Series |
| 2015      | Dinner with Family with Brett Gelman and Brett Gelman's Family | Sig själv                  | TV-special |
| 2016–2019 | Steven Universe                                                | Yellow Diamond (röst)      | 12 avsnitt |
| 2016      | Penny Dreadful                                                 | Dr. Seward                 | 8 avsnitt |
| 2017      | Crazy Ex-Girlfriend                                            | Rabbi Shari                | Avsnitt: "Will Scarsdale Like Josh's Shayna Punim?"                                                              |
| 2017      | BoJack Horseman                                                | Mimi Stilton (röst)        | Avsnitt: "The Judge"                                                                                             |
| 2017–     | Vampirina                                                      | Nanpire (röst)             | 2 avsnitt |
| 2018      | 60th Annual Grammy Awards                                      | 60th Annual Grammy Awards  | |
| 2018      | Mom                                                            | Rita                       | Avsnitt: "Taco Bowl and a Tubby Seamstress"                                                                      |
| 2019      | The Simpsons                                                   | Cheryl Monroe (röst)       | Avsnitt: "The Girl on the Bus"                                                                                   |
| 2019      | Pose                                                           | Ms. Frederica Norman       | 5 avsnitt |
| 2020      | Steven Universe Future                                         | Yellow Diamond (röst)      | |
| 2020      | Hollywood                                                      | Avis Amberg                | |
| 2020      | Penny Dreadful: City of Angels                                 | Vocalist                   | |
| 2021      | Central Park                                                   | Roberta McCullough (röst)  | |
| 2023      | Agatha                                                         | Lilia Calderu              | |

## Utmärkelser och nomineringar
| År   | Utmärkelse                       | Kategori                                            | Nominerat arbete                                                                          | Resultat  |
| ---- | -------------------------------- | --------------------------------------------------- | ----------------------------------------------------------------------------------------- | --------- |
| 1976 | Tony Award                       | Best Performance by a Featured Actress in a Musical | The Robber Bridegroom                                                                     | Nominerad |
| 1976 | Drama Desk Award                 | Outstanding Actress in a Musical                    | The Robber Bridegroom                                                                     | Nominerad |
| 1980 | Tony Award                       | Best Performance by a Leading Actress in a Musical  | Evita                                                                                     | Vann      |
| 1980 | Drama Desk Award                 | Best Performance by a Leading Actress in a Musical  | Evita                                                                                     | Vann      |
| 1985 | Laurence Olivier Award           | Best Actress in a Musical                           | Les Misérables / The Cradle Will Rock                                                     | Vann      |
| 1988 | Tony Award                       | Best Performance by a Leading Actress in a Musical  | Anything Goes                                                                             | Nominerad |
| 1988 | Drama Desk Award                 | Outstanding Actress in a Musical                    | Anything Goes                                                                             | Vann      |
| 1993 | Laurence Olivier Award           | Best Actress in a Musical                           | Sunset Boulevard                                                                          | Nominerad |
| 1995 | Outer Critics Circle Award       | Best Solo Performance                               | Patti LuPone on Broadway                                                                  | Vann      |
| 1996 | Daytime Emmy Award               | Outstanding Performer in Children's Programming     | Song Spinner                                                                              | Nominated |
| 1998 | Primetime Emmy Award             | Outstanding Guest Actress in a Comedy Series        | Frasier                                                                                   | Nominated |
| 2006 | Tony Award                       | Best Performance by a Leading Actress in a Musical  | Sweeney Todd: The Demon Barber of Fleet Street                                            | Nominerad |
| 2006 | Drama Desk Award                 | Outstanding Actress in a Musical                    | Sweeney Todd: The Demon Barber of Fleet Street                                            | Nominerad |
| 2006 | Outer Critics Circle Award       | Outstanding Actress in a Musical                    | Sweeney Todd: The Demon Barber of Fleet Street                                            | Nominerad |
| 2008 | Tony Award                       | Best Performance by a Leading Actress in a Musical  | Gypsy                                                                                     | Vann      |
| 2008 | Drama Desk Award                 | Outstanding Actress in a Musical                    | Gypsy                                                                                     | Vann      |
| 2008 | Outer Critics Circle Award       | Outstanding Actress in a Musical                    | Gypsy                                                                                     | Vann      |
| 2008 | Drama League Award               | Distinguished Performance                           | Gypsy                                                                                     | Vann      |
| 2008 | Grammy Award                     | Best Classical Album                                | Los Angeles Opera production of Kurt Weill's opera Rise and Fall of the City of Mahagonny | Vann      |
| 2008 | Grammy Award                     | Best Opera Recording                                | Los Angeles Opera production of Kurt Weill's opera Rise and Fall of the City of Mahagonny | Vann      |
| 2011 | Tony Award                       | Best Performance by a Featured Actress in a Musical | Women on the Verge of a Nervous Breakdown                                                 | Nominerad |
| 2011 | Drama Desk Award                 | Outstanding Featured Actress in a Musical           | Women on the Verge of a Nervous Breakdown                                                 | Nominerad |
| 2011 | Outer Critics Circle Award       | Outstanding Featured Actress in a Musical           | Women on the Verge of a Nervous Breakdown                                                 | Nominerad |
| 2011 | United Solo Theatre Festival     | uAward                                              | The Gypsy in My Soul                                                                      | Vann      |
| 2016 | Critics' Choice Television Award | Best Guest Performer in a Drama Series              | Penny Dreadful                                                                            | Nominated |
| 2017 | Tony Award                       | Best Performance by a Leading Actress in a Musical  | War Paint                                                                                 | Nominerad |
| 2017 | Drama Desk Award                 | Outstanding Actress in a Musical                    | War Paint                                                                                 | Nominerad |
| 2017 | Outer Critics Circle Award       | Outstanding Actress in a Musical                    | War Paint                                                                                 | Nominerad |
| 2019 | Laurence Olivier Award           | Best Actress in a Supporting Role in a Musical      | Company                                                                                   | Vann      |
| 2019 | WhatsOnStage Awards              | Best Supporting Actress in a Musical                | Company                                                                                   | Vann      |